# Mistrzostwa Ameryki Południowej w Piłce Siatkowej Mężczyzn 2001
XXIV Mistrzostwa Ameryki Południowej w Piłce Siatkowej Mężczyzn odbyły się w kolumbijskim mieście Cali między 6 a 8 września 2001 roku.
Tytułu sprzed dwóch lat bronili Brazylijczycy (odnieśli 17 kolejnych zwycięstw) i to oni po raz kolejny zdobyli mistrzostwo. Był to dwudziesty trzeci złoty medal mistrzostw Ameryki Południowej w historii brazylijskiej siatkówki.
MVP turnieju wybrany został brazylijski przyjmujący Giba. Najwięcej nagród indywidualnych (4) zdobyła reprezentacja Brazylii.
Mistrz Ameryki Południowej 2001 otrzymał prawo do gry na Pucharze Wielkich Mistrzów 2001.

## System rozgrywek
Przed turniejem finałowym rozegrano eliminacje do finałów, w których reprezentacje podzielone na dwie grupy rywalizowały ze sobą systemem kołowym, każdy z każdym. Do finałów awansowali zwycięzcy grup. Udział w turnieju miały zagwarantowane reprezentacje gospodarzy (Kolumbii) i dotychczasowych Mistrzów (Brazylii).
W finałowym turnieju cztery reprezentacje znajdujące się w jednej grupie rozegrały ze sobą mecze w systemie każdy z każdym. Drużyna, która po rozegraniu wszystkich spotkań miała najwięcej punktów, zdobyła tytuł mistrzowski.
O kolejności w tabeli decydowały kolejno:
- liczba punktów,
- stosunek małych punktów,
- stosunek setów.

## Drużyny uczestniczące
| Reprezentacja                            | Miejsce w poprzednich mistrzostwach |
| ---------------------------------------- | ----------------------------------- |
| Automatycznie zakwalifikowane do finałów |                                     |
| Brazylia (obrońca tytułu)                | 1                                   |
| Kolumbia (gospodarz)                     | 5*                                  |
| Uczestniczące w eliminacjach             |                                     |
| Argentyna                                | 2                                   |
| Boliwia                                  | 10*                                 |
| Chile                                    | 6*                                  |
| Gujana                                   | ns.                                 |
| Paragwaj                                 | 7*                                  |
| Urugwaj                                  | 4                                   |
| Wenezuela                                | 3                                   |

ns.- nie startował
*- nie zakwalifikowała się do turnieju finałowego

## Eliminacje

### Grupa południowa
Rancagua

31 sierpnia – 2 września
     awans do turnieju finałowego
| Poz. | Reprezentacja | Pkt | Mecze | Mecze | Mecze | Sety | Sety | Sety  |
| Poz. | Reprezentacja | Pkt | M     | Z     | P     | wyg. | prz. | ratio |
| ---- | ------------- | --- | ----- | ----- | ----- | ---- | ---- | ----- |
| 1    | Argentyna     | 6   | 3     | 3     | 0     | 9    | 0    | MAX   |
| 2    | Paragwaj      | 5   | 3     | 2     | 1     | 6    | 5    | 1,200 |
| 3    | Chile         | 4   | 3     | 1     | 2     | 5    | 6    | 0,833 |
| 4    | Urugwaj       | 3   | 3     | 0     | 3     | 0    | 9    | 0,000 |

| 31 sierpnia 2001 |  |     |  |          |                       |
| Paragwaj         |  | 3:2 |  | Chile    |                       |
| Argentyna        |  | 3:0 |  | Urugwaj  | (25:14, 25:17, 25:17) |
| 1 września 2001  |  |     |  |          |                       |
| Chile            |  | 3:0 |  | Urugwaj  |                       |
| Argentyna        |  | 3:0 |  | Paragwaj | (25:14, 25:11, 25:14) |
| 2 września 2001  |  |     |  |          |                       |
| Paragwaj         |  | 3:0 |  | Urugwaj  |                       |
| Argentyna        |  | 3:0 |  | Chile    | (25:17, 25:7, 25:8)   |

### Grupa północna
Barquisimeto
     awans do turnieju finałowego
| Poz. | Reprezentacja | Pkt | Mecze | Mecze | Mecze | Sety | Sety | Sety  |
| Poz. | Reprezentacja | Pkt | M     | Z     | P     | wyg. | prz. | ratio |
| ---- | ------------- | --- | ----- | ----- | ----- | ---- | ---- | ----- |
| 1    | Wenezuela     | 4   | 2     | 2     | 0     | 6    | 0    | MAX   |
| 2    | Boliwia       | 3   | 2     | 1     | 1     | 3    | 3    | 1,000 |
| 3    | Gujana        | 2   | 2     | 0     | 2     | 0    | 6    | 0,000 |

| 22 – 26 sierpnia 2001 |  |     |  |         |
| Wenezuela             |  | 3:0 |  | Boliwia |
| Wenezuela             |  | 3:0 |  | Gujana  |
| Boliwia               |  | 3:0 |  | Gujana  |

## Turniej finałowy
| Poz. | Reprezentacja | Pkt | Mecze | Mecze | Mecze | Małe punkty | Małe punkty | Małe punkty | Sety | Sety | Sety  |
| Poz. | Reprezentacja | Pkt | M     | Z     | P     | zdob.       | str.        | ratio       | wyg. | prz. | ratio |
| ---- | ------------- | --- | ----- | ----- | ----- | ----------- | ----------- | ----------- | ---- | ---- | ----- |
| 1    | Brazylia      | 6   | 3     | 3     | 0     | 225         | 146         | 1,541       | 9    | 0    | MAX   |
| 2    | Argentyna     | 5   | 3     | 2     | 1     | 206         | 192         | 1,073       | 6    | 3    | 2,000 |
| 3    | Wenezuela     | 4   | 3     | 1     | 2     | 176         | 217         | 0,811       | 3    | 6    | 0,500 |
| 4    | Kolumbia      | 3   | 3     | 0     | 3     | 173         | 225         | 0,769       | 0    | 9    | 0,000 |

| 6 września 2001 |

|  | Brazylia | 3:0(25:14, 25:18, 25:15) | Wenezuela |  |
|  |          | 3:0(25:14, 25:18, 25:15) |           |  |

|  | Argentyna | 3:0(25:21, 25:21, 25:21) | Kolumbia |  |
|  |           | 3:0(25:21, 25:21, 25:21) |          |  |

| 7 września 2001 |

|  | Argentyna | 3:0(25:17, 25:20, 25:17) | Wenezuela |  |
|  |           | 3:0(25:17, 25:20, 25:17) |           |  |

|  | Brazylia | 3:0(25:15, 25:12, 25:16) | Kolumbia |  |
|  |          | 3:0(25:15, 25:12, 25:16) |          |  |

| 8 września 2001 |

|  | Brazylia | 3:0(25:21, 25:19, 25:16) | Argentyna |  |
|  |          | 3:0(25:21, 25:19, 25:16) |           |  |

|  | Wenezuela | 3:0(25:23, 25:23, 25:21) | Kolumbia |  |
|  |           | 3:0(25:23, 25:23, 25:21) |          |  |

## Klasyfikacja końcowa
| Miejsce | Zespół    | Uwagi                                  |
| ------- | --------- | -------------------------------------- |
|         | Brazylia  | Awans na Puchar Wielkich Mistrzów 2001 |
|         | Argentyna |                                        |
|         | Wenezuela |                                        |
| 4       | Kolumbia  |                                        |

## Nagrody indywidualne
| MVP  | Najlepszy atakujący | Najlepszy blokujący | Najlepszy zagrywający | Najlepszy broniący | Najlepszy rozgrywający |
| ---- | ------------------- | ------------------- | --------------------- | ------------------ | ---------------------- |
| Giba | Nalbert Bitencourt  | Hugo Conte          | Giba                  | Pablo Meana        | Maurício Lima          |